# جيك براون
جيك براون (21 نوفمبر 1985 - ) (بالإنجليزية: Jake Brown)‏ هو لاعب كريكت أسترالي.

## وصلات خارجية
- جيك براون على موقع إي آس بي آن كريك إنفو (الإنجليزية)